# Coccothrinax

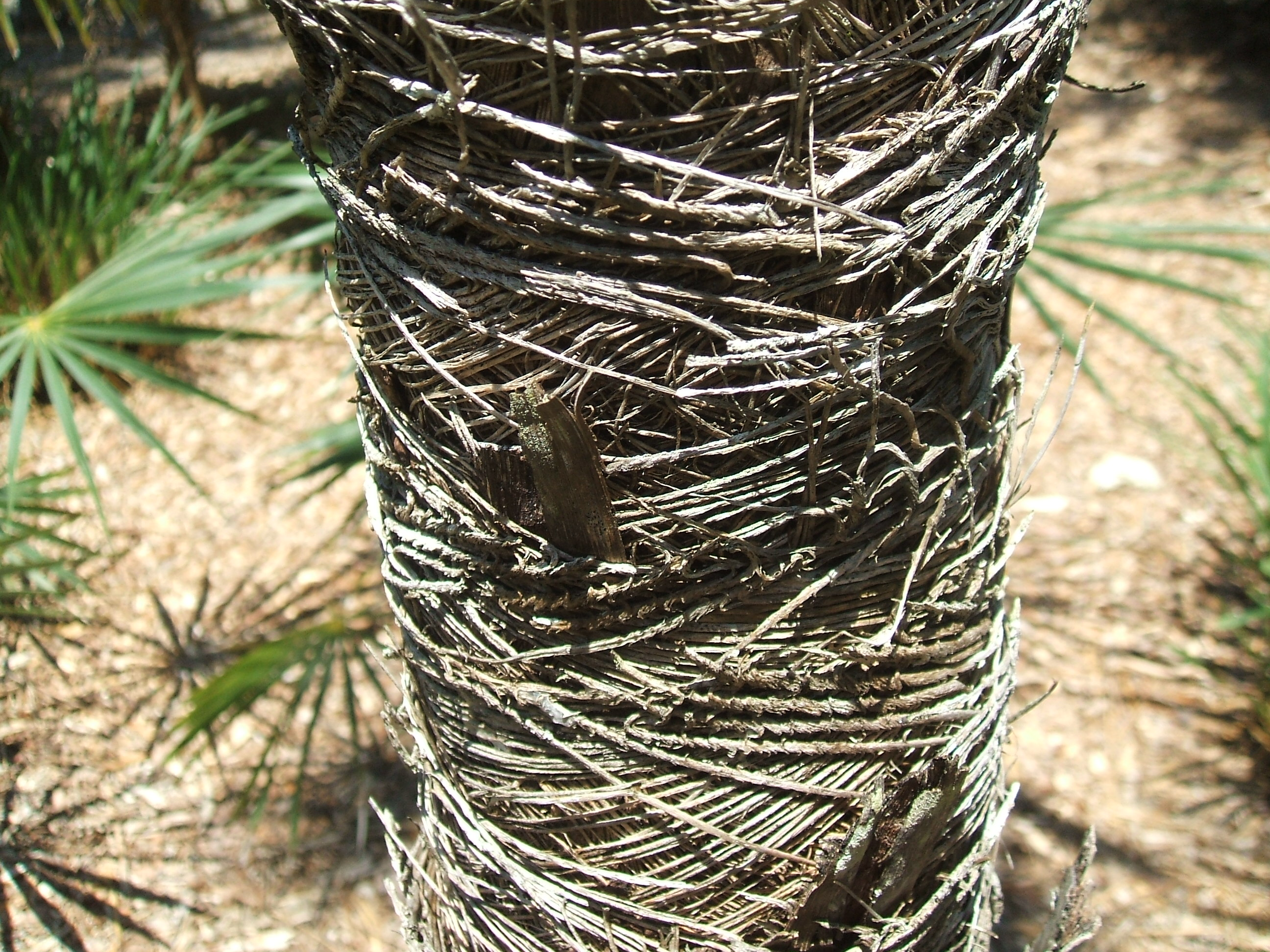
Detall de les fulles de Coccothrinax scoparia mostrant les parts fibroses

Coccothrinax és un gènere de plantes amb flor de la família Arecaceae.

## Taxonomia
|  | \| \| Coccothrinax \| \| \| \| \| \| Hemithrinax \| \| \| \| \| \| Leucothrinax \| \| \| \| |
|  |                                                                                             |
|  | Zombia                                                                                      |
|  |                                                                                             |
|  | Coccothrinax                                                                                |
|  |                                                                                             |
|  | Hemithrinax                                                                                 |
|  |                                                                                             |
|  | Leucothrinax                                                                                |
|  |                                                                                             |

|  | Coccothrinax |
|  |              |
|  | Hemithrinax  |
|  |              |
|  | Leucothrinax |
|  |              |

|  | Thrinax                                                  |
|  |                                                          |
|  | \| \| Schippia \| \| \| \| \| \| Cryosophila \| \| \| \| |
|  |                                                          |
|  | Schippia                                                 |
|  |                                                          |
|  | Cryosophila                                              |
|  |                                                          |

|  | Schippia    |
|  |             |
|  | Cryosophila |
|  |             |

|  | \| \| Coccothrinax \| \| \| \| \| \| Hemithrinax \| \| \| \| \| \| Leucothrinax \| \| \| \| |
|  |                                                                                             |
|  | Zombia                                                                                      |
|  |                                                                                             |
|  | Coccothrinax                                                                                |
|  |                                                                                             |
|  | Hemithrinax                                                                                 |
|  |                                                                                             |
|  | Leucothrinax                                                                                |
|  |                                                                                             |

|  | Coccothrinax |
|  |              |
|  | Hemithrinax  |
|  |              |
|  | Leucothrinax |
|  |              |

|  | Thrinax                                                  |
|  |                                                          |
|  | \| \| Schippia \| \| \| \| \| \| Cryosophila \| \| \| \| |
|  |                                                          |
|  | Schippia                                                 |
|  |                                                          |
|  | Cryosophila                                              |
|  |                                                          |

|  | Schippia    |
|  |             |
|  | Cryosophila |
|  |             |

|  | \| \| Coccothrinax \| \| \| \| \| \| Hemithrinax \| \| \| \| \| \| Leucothrinax \| \| \| \| |
|  |                                                                                             |
|  | Zombia                                                                                      |
|  |                                                                                             |
|  | Coccothrinax                                                                                |
|  |                                                                                             |
|  | Hemithrinax                                                                                 |
|  |                                                                                             |
|  | Leucothrinax                                                                                |
|  |                                                                                             |

|  | Coccothrinax |
|  |              |
|  | Hemithrinax  |
|  |              |
|  | Leucothrinax |
|  |              |

|  | Thrinax                                                  |
|  |                                                          |
|  | \| \| Schippia \| \| \| \| \| \| Cryosophila \| \| \| \| |
|  |                                                          |
|  | Schippia                                                 |
|  |                                                          |
|  | Cryosophila                                              |
|  |                                                          |

|  | Schippia    |
|  |             |
|  | Cryosophila |
|  |             |

|  | \| \| Coccothrinax \| \| \| \| \| \| Hemithrinax \| \| \| \| \| \| Leucothrinax \| \| \| \| |
|  |                                                                                             |
|  | Zombia                                                                                      |
|  |                                                                                             |
|  | Coccothrinax                                                                                |
|  |                                                                                             |
|  | Hemithrinax                                                                                 |
|  |                                                                                             |
|  | Leucothrinax                                                                                |
|  |                                                                                             |

|  | Coccothrinax |
|  |              |
|  | Hemithrinax  |
|  |              |
|  | Leucothrinax |
|  |              |

|  | Thrinax                                                  |
|  |                                                          |
|  | \| \| Schippia \| \| \| \| \| \| Cryosophila \| \| \| \| |
|  |                                                          |
|  | Schippia                                                 |
|  |                                                          |
|  | Cryosophila                                              |
|  |                                                          |

|  | Schippia    |
|  |             |
|  | Cryosophila |
|  |             |

|  | \| \| Coccothrinax \| \| \| \| \| \| Hemithrinax \| \| \| \| \| \| Leucothrinax \| \| \| \| |
|  |                                                                                             |
|  | Zombia                                                                                      |
|  |                                                                                             |
|  | Coccothrinax                                                                                |
|  |                                                                                             |
|  | Hemithrinax                                                                                 |
|  |                                                                                             |
|  | Leucothrinax                                                                                |
|  |                                                                                             |

|  | Coccothrinax |
|  |              |
|  | Hemithrinax  |
|  |              |
|  | Leucothrinax |
|  |              |

|  | Thrinax                                                  |
|  |                                                          |
|  | \| \| Schippia \| \| \| \| \| \| Cryosophila \| \| \| \| |
|  |                                                          |
|  | Schippia                                                 |
|  |                                                          |
|  | Cryosophila                                              |
|  |                                                          |

|  | Schippia    |
|  |             |
|  | Cryosophila |
|  |             |

|  | \| \| Coccothrinax \| \| \| \| \| \| Hemithrinax \| \| \| \| \| \| Leucothrinax \| \| \| \| |
|  |                                                                                             |
|  | Zombia                                                                                      |
|  |                                                                                             |
|  | Coccothrinax                                                                                |
|  |                                                                                             |
|  | Hemithrinax                                                                                 |
|  |                                                                                             |
|  | Leucothrinax                                                                                |
|  |                                                                                             |

|  | Coccothrinax |
|  |              |
|  | Hemithrinax  |
|  |              |
|  | Leucothrinax |
|  |              |

|  | Thrinax                                                  |
|  |                                                          |
|  | \| \| Schippia \| \| \| \| \| \| Cryosophila \| \| \| \| |
|  |                                                          |
|  | Schippia                                                 |
|  |                                                          |
|  | Cryosophila                                              |
|  |                                                          |

|  | Schippia    |
|  |             |
|  | Cryosophila |
|  |             |

|  | \| \| Coccothrinax \| \| \| \| \| \| Hemithrinax \| \| \| \| \| \| Leucothrinax \| \| \| \| |
|  |                                                                                             |
|  | Zombia                                                                                      |
|  |                                                                                             |
|  | Coccothrinax                                                                                |
|  |                                                                                             |
|  | Hemithrinax                                                                                 |
|  |                                                                                             |
|  | Leucothrinax                                                                                |
|  |                                                                                             |

|  | Coccothrinax |
|  |              |
|  | Hemithrinax  |
|  |              |
|  | Leucothrinax |
|  |              |

|  | Thrinax                                                  |
|  |                                                          |
|  | \| \| Schippia \| \| \| \| \| \| Cryosophila \| \| \| \| |
|  |                                                          |
|  | Schippia                                                 |
|  |                                                          |
|  | Cryosophila                                              |
|  |                                                          |

|  | Schippia    |
|  |             |
|  | Cryosophila |
|  |             |

|  | \| \| Coccothrinax \| \| \| \| \| \| Hemithrinax \| \| \| \| \| \| Leucothrinax \| \| \| \| |
|  |                                                                                             |
|  | Zombia                                                                                      |
|  |                                                                                             |
|  | Coccothrinax                                                                                |
|  |                                                                                             |
|  | Hemithrinax                                                                                 |
|  |                                                                                             |
|  | Leucothrinax                                                                                |
|  |                                                                                             |

|  | Coccothrinax |
|  |              |
|  | Hemithrinax  |
|  |              |
|  | Leucothrinax |
|  |              |

|  | Thrinax                                                  |
|  |                                                          |
|  | \| \| Schippia \| \| \| \| \| \| Cryosophila \| \| \| \| |
|  |                                                          |
|  | Schippia                                                 |
|  |                                                          |
|  | Cryosophila                                              |
|  |                                                          |

|  | Schippia    |
|  |             |
|  | Cryosophila |
|  |             |

## Característiques
Coccothrinax és un gènere de palmeres menudes i de talla mitjana amb troncs relativament prims. Es troben al Carib, principalment a Cuba, però també al Mèxic i Florida.

## Taxonomia
N'hi ha unes 53 espècies:
- Coccothrinax acunana León
- Coccothrinax alexandri León
  - C. alexandri subsp. alexandri
  - C. alexandri subsp. nitida (León) Borhidi i O.Muñiz,
- Coccothrinax alta (O.F.Cook) Becc.
- Coccothrinax argentata (Jacq.) L.H.Bailey Palmera argentada de Florida, Iuruguana de costa, Palmicha
- Coccothrinax argentea (Lodd. ex Schult. & Schult.f.) Sarg. ex Becc. - Palmera argentada de La Hispaniola, palmera d'escombres, Guano, Latanye maron, Latanye savanna, Guanito, Guano de escoba
- Coccothrinax baracoensis Borhidi & O.Muñiz
- Coccothrinax barbadensis Becc. - Palmera argentada de Barbados
- Coccothrinax bermudezii León
- Coccothrinax borhidiana O.Muñiz - Palmera de Borhidi
- Coccothrinax boschiana Mejía & R.G.García
- Coccothrinax camagueyana Borhidi & O.Muñiz
- Coccothrinax clarensis León
  - C. clarensis subsp. brevifolia (León) Borhidi & O.Muñiz
  - C. clarensis subsp. clarensis
- Coccothrinax concolor Burret
- Coccothrinax crinita Becc. - palmera de l'home vell, Palma petate, Guano barbudo, Guano petate
  - C. crinita (Griseb. i H.Wendl. ex C.H.Wright) Becc.
  - C. crinita subsp. brevicrinis Borhidi & O.Muñiz
  - C. crinita subsp. crinita
- Coccothrinax cupularis (León) Borhidi & O.Muñiz
- Coccothrinax ekmanii Burret - palmera de Gouane
- Coccothrinax elegans O.Muñiz & Borhidi
- Coccothrinax fagildei Borhidi & O.Muñiz - palmera de Fagilde
- Coccothrinax fragrans Burret - palmera fragrant de Cuba, Iuraguana
- Coccothrinax garciana León
- Coccothrinax gracilis Burret
- Coccothrinax guantanamensis (León) O.Muñiz & Borhidi
- Coccothrinax gundlachii León Iuruguana
- Coccothrinax hiorami León
- Coccothrinax inaguensis Read
- Coccothrinax jamaicensis Read - palmera argentada de Jamaica
- Coccothrinax leonis O.Muñiz & Borhidi
- Coccothrinax litoralis León - palmera argentada de Cuba
- Coccothrinax macroglossa (León) Borhidi & O.Muñiz
- Coccothrinax microphylla Borhidi & O.Muñiz
- Coccothrinax miraguama (Kunth) Becc. palmera miraguanera, miraguà ver, Miraguano, Miraguama, Biraguano, Yuraguano, Guanito[6]
  - C. miraguama subsp. arenicola (León) Borhidi & O.Muñiz
  - C. miraguama subsp. havanensis (León) Borhidi & O.Muñiz
  - C. miraguama subsp. miraguama
  - C. miraguama subsp. roseocarpa (León) Borhidi & O.Muñiz
- Coccothrinax moaensis (Borhidi & O.Muñiz) O.Muñiz
- Coccothrinax montana Burret
- Coccothrinax munizii Borhidi
- Coccothrinax muricata León
- Coccothrinax nipensis Borhidi] & O.Muñiz
- Coccothrinax orientalis León, O.Muñiz & Borhidi
- Coccothrinax pauciramosa Burret
- Coccothrinax proctorii Read - Palmera de les Cayman
- Coccothrinax pseudorigida León
- Coccothrinax pumila Borhidi & J.A.Hern.
- Coccothrinax readii H.J.Quero - palmera argentada mexicana
- Coccothrinax rigida Becc.
- Coccothrinax salvatoris León
  - C. salvatoris subsp. loricata (León) Borhidi & O.Muñiz
  - C. salvatoris subsp. salvatoris
- Coccothrinax savannarum (León) Borhidi & O.Muñiz
- Coccothrinax saxicola León
- Coccothrinax scoparia Becc.] - Palmera argentada muntanyenca d'Haití
- Coccothrinax spissa L.H.Bailey Guano, Swollen silver thatch palm
- Coccothrinax torrida Morici i Verdecia
- Coccothrinax trinitensis Borhidi & O.Muñiz
- Coccothrinax victorini León
- Coccothrinax yunquensis Borhidi] & O.Muñiz
- Coccothrinax yuraguana (A.Rich.) León - Iuraguana